# 森建資
森 建資（もり たてし、1948年 - ）は、日本の経済史研究者。元東京大学経済学部教授。元社会政策学会代表幹事。専門分野は労使関係、雇用関係、イギリス経済史、イギリス農業史。
社会学者の稲葉振一郎は、著書『雇用関係の生成』について「日本において書かれた最も重要な家父長制論」「伝統的マルクス主義が階級支配の根幹とみなしてきた資本－賃労働関係を法制史的に根本から見直し、経営における雇主と雇人の関係の法理が家における家長と家人の関係の法理と論理的に同型であるばかりか、発生史的にも同じ起源を持つことを実証した」と評している。

## 略歴
- 1948年生まれ。
- 1971年 国際基督教大学教養学部卒業。
- 1977年 東京大学大学院経済学研究科博士課程単位取得退学、経済学博士。
- 1977年 広島大学経済学部助手。
- 1979年 広島大学経済学部助教授。
- 1983年 東京都立大学経済学部助教授。
- 1988年 東京大学農学部助教授。
- 1993年 東京大学経済学部助教授。
- 1995年 東京大学経済学部教授。
- 1996年 東京大学大学院経済学研究科教授。
- 2002年 社会政策学会代表幹事[4]。
- 2012年 帝京大学経済学部教授。

## 著書
単著
- 『雇用関係の生成――イギリス労働政策史序説』 木鐸社、1988年
- 『イギリス農業政策史』 東京大学出版会、2003年

共編著
- 『戦後再建期のヨーロッパ経済――復興から統合へ』 廣田功共編著 日本経済評論社、1998年